# Oreobates crepitans
Oreobates crepitans é uma espécie de anfíbio  da família Craugastoridae. Endémica do Brasil, onde pode ser encontrada nos municípios de São Vicente, Cuiabá e Chapada dos Guimarães, no estado do Mato Grosso.
Os seus habitats naturais são: florestas subtropicais ou tropicais húmidas de baixa altitude, savanas húmidas, matagal húmido tropical ou subtropical e campos de gramíneas de baixa altitude subtropicais ou tropicais sazonalmente húmidos ou inundados.